# 관심 지점

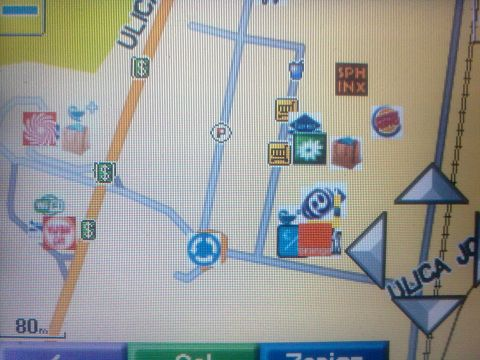

관심지점(Point of Interest) 또는 POI는 관광, 역사, 문화, 자연 등의 측면에서 사람들이 흥미를 가질 만한 장소를 뜻한다. 이들이 길도우미 등의 지도 또는 전자 지도 위에 표시된 것을 말하기도 한다.

## 같이 보기
- 차량 자동 항법 장치
- 관광지
- 세계 지구 좌표 시스템